# Binfield
Binfield är en ort och civil parish i Bracknell Forest i Storbritannien. Den ligger i grevskapet Berkshire och riksdelen England, i den södra delen av landet, 50 km väster om huvudstaden London.